# Liophrurillus flavitarsis
Liophrurillus flavitarsis är en spindelart som först beskrevs av Hippolyte Lucas 1846.
Liophrurillus flavitarsis ingår i släktet Liophrurillus och familjen flinkspindlar. Inga underarter finns listade i Catalogue of Life.